# Pressins
Pressins é uma comuna francesa na região administrativa de Auvérnia-Ródano-Alpes, no departamento de Isère. Estende-se por uma área de 10,1 km². Em 2010 a comuna tinha 1 177 habitantes (densidade: 116,5 hab./km²).